# 御嶽衆
御嶽衆は、戦国時代、安土桃山時代を通して存続した、甲斐国の辺境武士団。

## 概要
巨摩郡北山筋の山岳信仰の金櫻神社の氏子を務めた。
武田家に仕え、後に天正壬午の乱を経て、徳川家に仕える。(天正壬午起請文参照)
相良内通介、相原宗左右衛門、下條彌兵衛、渡辺三左衛門他。

## その他
武蔵御嶽城(埼玉県児玉郡神川町大字渡瀬)の武士団は武蔵先方衆と呼称される。